# Rudi Dittrich
Rudi Dittrich (* 10. November 1936) ist ein ehemaliger deutscher Fußballspieler. Für den SC Turbine bzw. den FC Rot-Weiß Erfurt spielte er von 1955 bis 1970 in der DDR-Oberliga, der höchsten Fußball-Spielklasse in der DDR.

## Sportliche Laufbahn
Rudi Dittrich spielte bereits als Jugendlicher für den SC Turbine Erfurt. Kurz vor seinem 19. Geburtstag erhielt er eine Chance, sich in der 1. Mannschaft der Erfurter zu bewähren. Er wurde am 23. Oktober 1955 in einem Spiel der so genannten Übergangsrunde eingesetzt, die zur Umstellung der Fußballsaison in der DDR auf den Kalenderjahr-Rhythmus diente. Für die Saison 1956 wurde Dittrich offiziell in den Kader der Oberligamannschaft aufgenommen. Als Stürmer auf der rechten Seite spielte er vom ersten Spieltag an und kam bis zum Saisonende auf 24 Einsätze bei den 26 ausgetragenen Punktspielen. In seiner zweiten Oberligasaison 1957 schoss er seine ersten sechs Oberligatore. Bis 1959 behauptete Dittrich seinen Stammplatz im Erfurter Oberligateam, seit 1957 hatte er nur bei acht Punktspielen gefehlt. 
Nach der Saison 1959 musste der SC Turbine Erfurt in die DDR-Liga absteigen. Zum sofortigen Wiederaufstieg trug Dittrich mit seinen 22 Einsätzen bei 26 Punktspielen und mit sechs Toren maßgeblich teil. In den folgenden drei Oberligaserien, in denen 1961/62 wieder zum Sommer-Frühjahr-Rhythmus zurückgekehrt wurde, bestritt er 86 von 91 ausgetragenen Punktspielen. In dieser Zeit wurde er vom Stürmer zum Mittelfeldspieler umfunktioniert. Nach 1963/64 stiegen die Erfurter erneut ab. Wieder war Dittrich ein Garant für die umgehende Rückkehr in die Oberliga, er wurde in 30 Ligaspielen 29-mal eingesetzt und war mit seinen acht Treffern zweitbester Schütze der Mannschaft. Im Laufe der Saison 1965/66 wurde die Fußballsektion des Sportclubs in den neu gegründeten FC Rot-Weiß Erfurt ausgegliedert, und Dittrich bestritt alle 26 Oberligaspiele. Die Erfurter entwickelten sich hingegen zu einer Fahrstuhlmannschaft, denn nach einem Jahr Oberliga stiegen sie 1966 zum dritten Mal innerhalb von fünf Spielzeiten ab. 
In seiner dritten Zweitligasaison fehlte Dittrich wieder nur bei einem der 30 Punktspiele und wurde nun als 29-Jähriger in der Abwehr eingesetzt. Demzufolge kam er nur noch zu einem Torerfolg. Wie gewohnt stiegen die Erfurter postwendend wieder auf. Auch mit 30 Jahren war Dittrich in der Oberligasaison 1967/68 mit 22 Einsätzen in 26 Punktspielen eine feste Größe in der Abwehr des FC Rot-Weiß. Zur Spielzeit 1968/69 erfolgte beim FC ein weitgehender Umbruch, vier Spieler gingen, fünf neue Akteure kamen. Dittrich gehörte zwar noch zum Spieleraufgebot, kam aber nur noch in sieben Oberligaspielen zum Einsatz. Stattdessen wurde er in der 2. Mannschaft eingesetzt, die in dieser Saison in der DDR-Liga spielte. Deren Abstieg in Abstieg in die Bezirksliga konnte er nicht verhindern. Zur Saison 1969/70 wurde er endgültig aus dem Oberligaaufgebot gestrichen und offiziell für die 2. Mannschaft in der Bezirksliga gemeldet. Trotzdem kam er noch zu einem letzten Oberligaspiel. In der Begegnung des 21. Spieltages Hallescher FC Chemie – Rot-Weiß Erfurt (1:0) am 29. April 1970 wurde er für 18 Minuten eingewechselt. Es war sein 239. Oberligaspiel in zwölf Spielzeiten, er schoss dabei zwölf Tore. 